# Lopezia albiflora
Lopezia albiflora är en dunörtsväxtart som beskrevs av Diederich Franz Leonhard von Schlechtendal. Lopezia albiflora ingår i släktet enmansblommor, och familjen dunörtsväxter. Inga underarter finns listade i Catalogue of Life.